# Sixt Jakob von Kapff (Jurist)

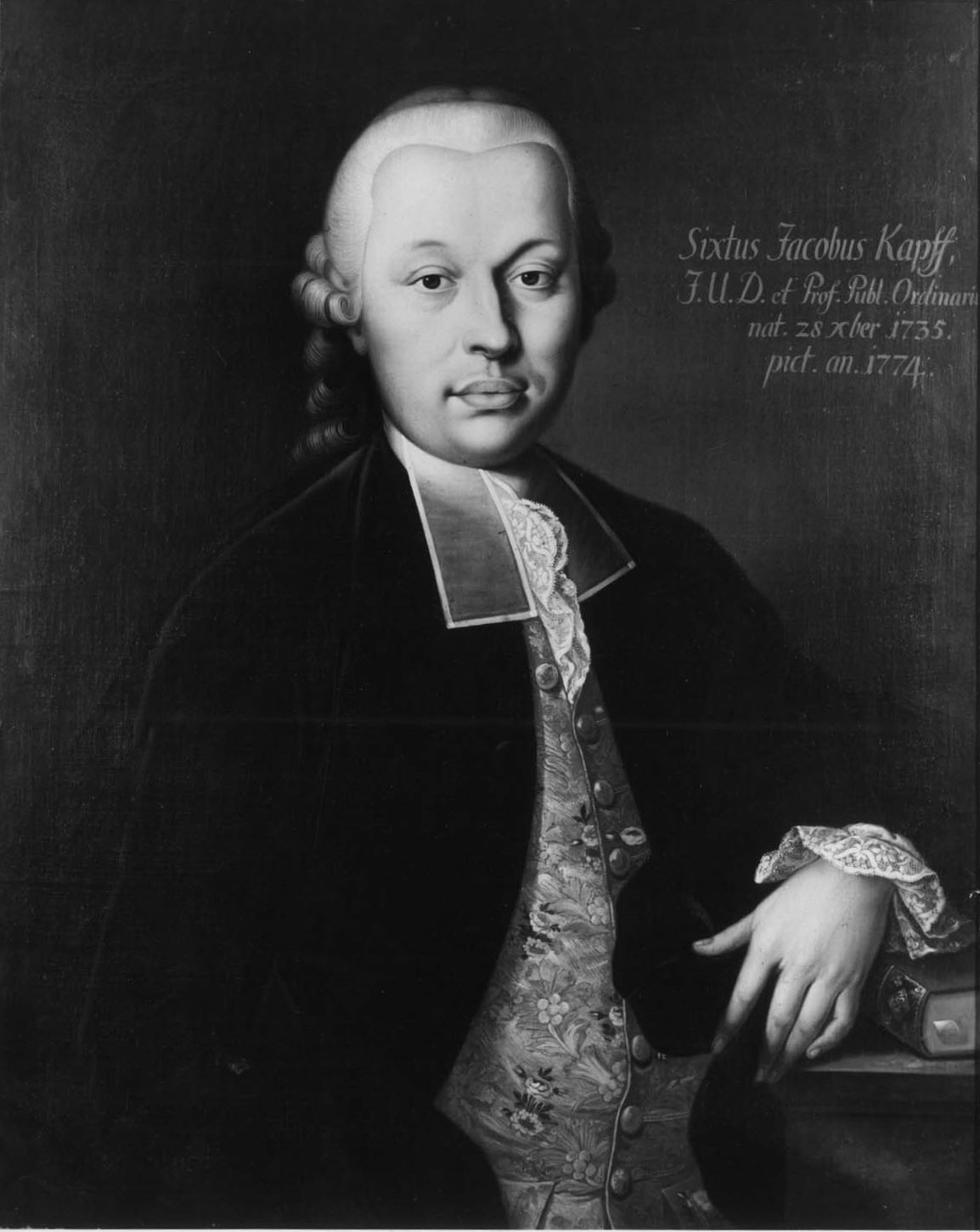
Sixt Jakob von Kapff in der Tübinger Professorengalerie

Sixt Jakob Kapff, ab 1806 von Kapff, (* 28. Dezember 1735 in Plüderhausen; † 18. November 1821 in Tübingen) war ein deutscher Jurist.

## Leben und Wirken
Sixt Jakob Kapff studierte in Tübingen Philosophie und Rechtsgelehrsamkeit, bestand 1757 mit großem Erfolg das juristische Examen, erhielt durch seine Abhandlung De regali marmoris jure seine Lehrberechtigung (venia legendi). Seine Vorlesungen, die er als Privatdozent hielt, wurden gern gehört. 1761 wurde er zum außerordentlichen Professor, im August 1767 zum ordentlichen Professor der Rechtsgelehrsamkeit ernannt. Mehrere Angebote, in ausländische Dienste zu treten, lehnte er ab. 1774 gehörte von Kapff zu den Gründungsmitgliedern der Freimaurerloge „zu den 3 Cedern“ in Stuttgart. 1806 wurde er zum Direktor des königlichen Obertribunals ernannt, das an die Stelle des früheren Hofgerichtes trat, dem er schon seit 1757 als Advokat, seit 1765 als Beisitzer und Vorsteher angehört hatte. Bei der Verlegung des Obertribunals von Tübingen nach Stuttgart Ende 1817 wurde er ehrenvoll in den Ruhestand versetzt.

## Ehrungen
Am 6. November 1806 wurde Sixt Jakob Kapff mit dem Kommenturkreuz des Württembergischen Civil-Verdienst-Ordens ausgezeichnet und dem damit verbundenen persönlichen, nicht vererbbaren Adel.

## Familie
Sixt Jakob von Kapff war ein Sohn des Pfarrers Johann Melchior Kapff, Pfarrer in Plüderhausen, und der Euphrosine Katharine geb. Cotta. Im Juli 1768 heiratete er Elisabeth geb. Dann. Ein einziger Sohn, Sixt Jakob Friedrich (* 28. Juli 1769) entstammte der Ehe, starb aber schon am 24. September 1789 an Auszehrung. 

## Werke
- De transactione imperata (1761)
- Untersuchung über die Frage ob der Torf zu den Regalien gehöre (1767)
- De fundamento communionis bonorum conjugalis germanicae (1789)